# Johannes Otzen

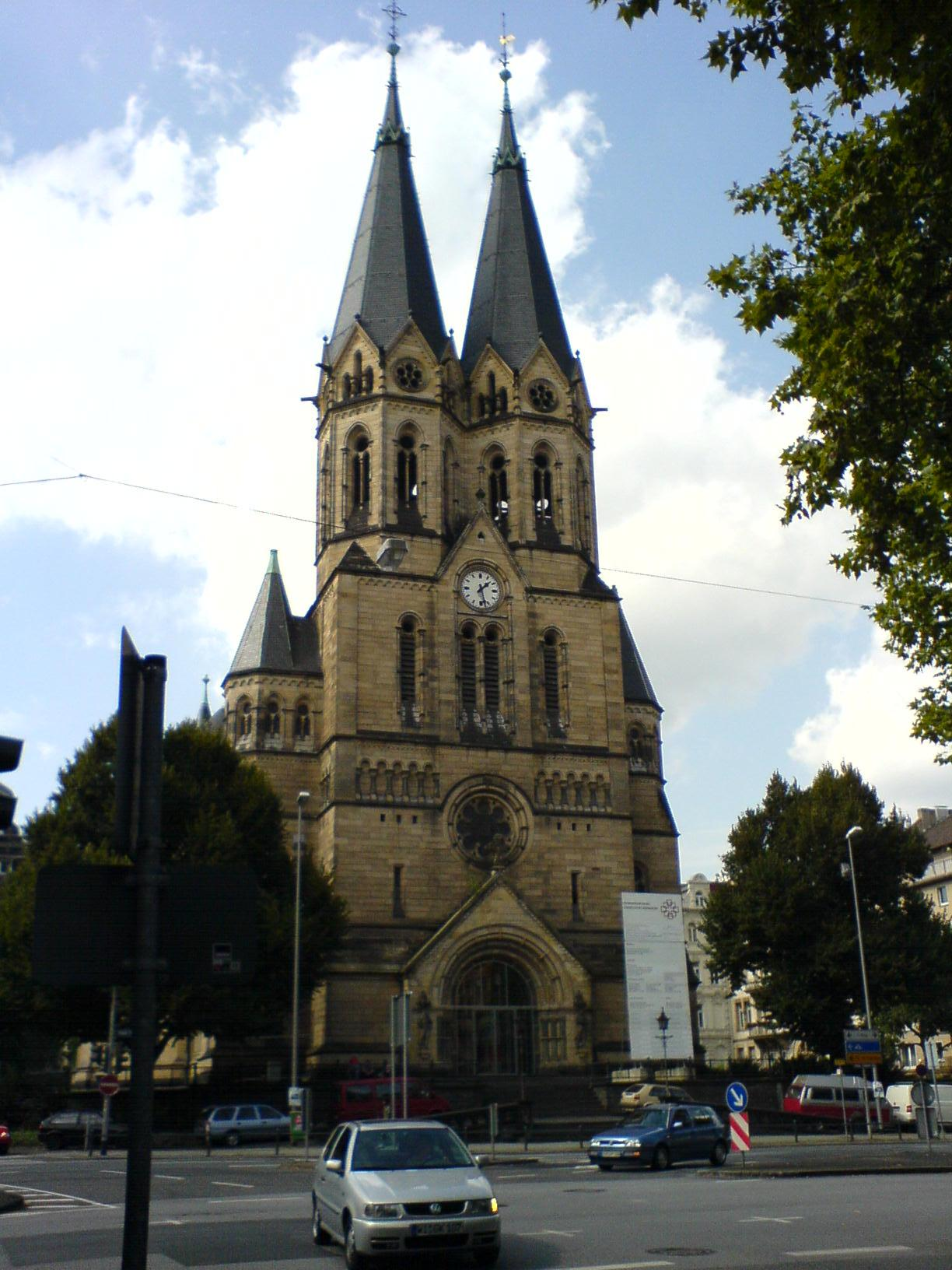
J. Otzen: Ringkirche w Wiesbaden

Johannes Otzen (ur. 8 października 1839 w Siesebye, Szlezwik-Holsztyn, zm. 8 czerwca 1911 w Berlinie) – niemiecki architekt. 

## Życiorys
Po ukończeniu studiów na politechnice w Hanowerze (1859–1862), pracował u swojego wykładowcy Konrada Wilhelma Hasego. Od 1878 był wykładowcą w Wyższej Szkole Budowlanej w Berlinie, a od 1904 do 1907 jej dziekanem.
Zrealizował wiele budowli sakralnych, z których pierwszą był kościół św. Jana w Hamburgu-Altonie (konkurs z 1869), a niektóre pozostałe to kościoły: Mariacki we Flensburgu (1878–1890), św. Gertrudy w Hamburgu (1885), Chrystusa Zbawiciela w Lipsku (1887), św. Pawła w Dessau-Roßlau (1889–1892), Świętego Krzyża (1888), Lutra (1893) i św. Jerzego (1893) w Berlinie. 
Projektował w stylistyce neogotyckiej, jednak niektóre późniejsze projekty bliższe są neoromanizmowi. Otzen jest autorem tzw. programu wiesbadeńskiego (niem. Wiesbadener Programm), dotyczącego projektowania kościołów mających jak najlepiej odpowiadać potrzebom kultu protestanckiego. Według założeń tego programu zaprojektował kościoły w Wiesbaden (Ringkirche, 1892–1894), Wuppertalu-Elberfeldzie (1894–1898) i Mönchengladbach-Rheydt (1899–1904).